# Pedro Encinas y Reyes
Pedro Encinas y Reyes (Tejares, Salamanca; 16 de febrero de 1868 – Puerto de Béjar, Salamanca; 14 de agosto de 1920) fue un educador, abogado y notario español. Secretario General de la Universidad de Salamanca de 1907 a 1920.

## Biografía
Pedro Encinas y Reyes, bautizado Pedro Julián, nació en Tejares, provincia de Salamanca, el 16 de febrero de 1868. Sus padres, Ángel Encinas Martín, jornalero de oficio, y Jacinta Reyes Alonso, apoyaron y alentaron en sus hijos el interés por la educación y en ello se destacaron tanto Pedro, como su hermano mayor, Victoriano Encinas y Reyes.

### Primeros Estudios en la Normal Superior
En 1882, a los 15 años de edad, presentó examen para ingresar a la Escuela Normal Superior de Maestros de la Provincia de Salamanca. Terminó aquellos estudios en 1885 a la edad de 18 años. Una vez obtenido el título de Maestro de Primera Enseñanza Superior, ingresa al bachillerato pues tiene interés en continuar sus estudios en la Universidad de Salamanca, mismos que realizará convirtiéndose en licenciado en la Facultad de Derecho y obteniendo además el título de la Carrera Superior del Notariado.
En julio de 1888, a la edad de 20 años y siendo Rector Mamés Esperabé y Lozano, obtiene la plaza de Escribiente Primero en la Secretaría General de la Universidad de Salamanca, Secretaría en la que permanece hasta su muerte y en la que haría una brillante carrera.
En 1890, tan solo dos años después de su ingreso, toma posesión del cargo de Oficial Segundo de la Secretaría General. En 1896, a propuesta del Rector de la Universidad, el Rey Alfonso XIII y a su nombre, la Reina Regente del Reino, María Cristina de Habsburgo-Lorena confirma a Pedro Encinas y Reyes en el cargo recibido seis años antes. 
En los últimos años del Siglo XIX, Pedro contrae matrimonio con María del Tránsito González Moreno, originaria de Madrid y quien había vivido su infancia y temprana juventud en Cuba a donde su padre había sido comisionado en su calidad de oficial de la Guardia Civil. De este matrimonio nacen cuatro hijos, Piedad, Luis, Pastora de los Ángeles y Carlos. 
Los tres últimos serán universitarios. Luis estudiará Medicina en Salamanca para posteriormente realizar estudios avanzados en Suiza y Alemania. Ángeles será alumna favorita de Miguel de Unamuno en su cátedra de griego, concluyendo su licenciatura en Letras Clásicas; Carlos haría la carrera de medicina en Granada y Sevilla, ya muerto su padre.
En abril de 1902, siendo ya Rector Miguel de Unamuno, Pedro Encinas es nombrado Oficial Primero, Habilitado de Personal y Material de la Universidad.
El 8 de abril de 1905 tuvo lugar en Madrid la tragedia del hundimiento en el tercer depósito de las aguas del Canal de Isabel II del Lozoya en el cual perdieron la vida 30 obreros de la construcción y dejó heridos a otros 60. Por Real orden se llevó a cabo en toda España una suscripción voluntaria para socorrer a las víctimas y familiares. Unamuno encargó a la Secretaría General llevar a cabo la colecta voluntaria entre el personal de la Universidad, tarea que en su parte organizativa correspondió a Pedro Encinas.

### Secretario General de la Universidad de Salamanca
El 27 de marzo de 1907, Miguel de Unamuno nombra a Pedro Encinas como Secretario General Interino de la Universidad de Salamanca, puesto que ya venía desempeñando como sustituto por enfermedad del anterior Secretario General. El 11 de mayo de 1907, mediante examen de oposición en el que participan otros cinco candidatos, Unamuno le confiere el cargo en forma definitiva, mismo que desempeñaría hasta su fallecimiento, 13 años después. El primero de enero de 1911, el Rey Alfonso XIII lo confirma mediante Real orden en el cargo de Secretario General de la Universidad de Salamanca.
En aquel puesto, Pedro Encinas colabora estrechamente con Unamuno y a partir de ese momento sus firmas aparecerán unidas en los documentos más importantes de la institución. Esta cercanía laboral lleva también a una profunda amistad entre las dos familias siendo los Encinas González compañeros de los Unamuno en innumerables ocasiones en sus viajes y “Andanzas” de fin semana. 
Pedro Encinas se destacó así mismo como catedrático en la Universidad, interesado en promover a jóvenes talentosos que tenían problemas económicos para llevar a cabo estudios universitarios. Entre aquellos destaca un joven, recomendado por la familia de su hermano Victoriano en Galicia, Gonzalo Gallas Novas, originario de Pontevedra donde nació el año de 1886. Pedro apoya al joven gallego en su ingreso a la Universidad, acogiéndolo además en su casa durante los años de estudio en que realiza la carrera de Químicas. En esos años, Gonzalo y Piedad, la hija mayor de los Encinas González, se hacen novios, casándose en 1914 aprovechando que Gonzalo acababa de  obtener una plaza en la Universidad de Granada donde haría una brillante y larga carrera, tanto  académica, como en el campo de la investigación científica.
El año de 1918 llena de luto a la familia, Piedad muere muy joven en Granada víctima de la Gripe Española que ocasionó entre 50 y 100 millones de muertos en todo el planeta entre 1918 y 1919. Su hijo Gonzalo Gallas Encinas, tenía tan sólo dos años de edad. Su esposo, Gonzalo, no volverá a contraer nupcias. 
Esta tragedia afecta profundamente la salud de Pedro que ya de por sí había venido deteriorándose en los años previos. Es un golpe del que no podrá recuperarse y que ira empeorando aún más su estado durante los años 1919 y 1920. El Rector y el Ministerio de Instrucción Pública le conceden en diversas ocasiones licencias con el goce total del sueldo por motivos médicos. 
El primero de abril de 1920, S.M. el Rey le confiere, junto a los Secretarios Generales de las Universidades de Granada, Oviedo, Santiago, Sevilla, Valencia y Valladolid, un aumento de sueldo por el que alcanza la mayor remuneración en el campo de la Educación pública, 8,000 pesetas anuales. En su caso particular, recibe, además, otras 1,000 pesetas por parte de la Universidad de Salamanca.
Disfrutará poco tiempo de su nueva situación económica ya que el 14 de agosto de ese mismo año de 1920, estando con su familia de vacaciones en Puerto de Béjar, adonde habían ido buscando una mejoría en su salud, fallece a los 52 años de edad “el laborioso e inteligente Secretario General de esta Universidad, Pedro Encinas y Reyes” según las últimas palabras escritas en su expediente de la Universidad. Sus restos mortales yacen en el cementerio de aquella localidad.